# Chambornay-lès-Pin
Chambornay-lès-Pin és un municipi francès situat al departament de l'Alt Saona i a la regió de Borgonya - Franc Comtat. L'any 2007 tenia 359 habitants.

## Demografia

### Població
El 2007 la població de fet de Chambornay-lès-Pin era de 359 persones. Hi havia 144 famílies, de les quals 32 eren unipersonals (20 homes vivint sols i 12 dones vivint soles), 48 parelles sense fills, 56 parelles amb fills i 8 famílies monoparentals amb fills.
La població ha evolucionat segons el següent gràfic:
Habitants censats

### Habitatges
El 2007 hi havia 162 habitatges, 143 eren l'habitatge principal de la família, 9 eren segones residències i 10 estaven desocupats. 153 eren cases i 9 eren apartaments. Dels 143 habitatges principals, 115 estaven ocupats pels seus propietaris, 26 estaven llogats i ocupats pels llogaters i 2 estaven cedits a títol gratuït; 3 tenien una cambra, 4 en tenien dues, 15 en tenien tres, 29 en tenien quatre i 92 en tenien cinc o més. 131 habitatges disposaven pel capbaix d'una plaça de pàrquing. A 60 habitatges hi havia un automòbil i a 81 n'hi havia dos o més.

### Piràmide de població
La piràmide de població per edats i sexe el 2009 era:
| Homes | Edats   | Dones |
| ----- | ------- | ----- |
| 0     | 95 o +  | 0     |
| 0     | 90 a 94 | 0     |
| 0     | 85 a 89 | 0     |
| 0     | 80 a 84 | 0     |
| 8     | 75 a 79 | 4     |
| 16    | 70 a 74 | 4     |
| 0     | 65 a 69 | 12    |
| 0     | 60 a 64 | 0     |
| 12    | 55 a 59 | 12    |
| 16    | 50 a 54 | 12    |
| 12    | 45 a 49 | 12    |
| 20    | 40 a 44 | 24    |
| 20    | 35 a 39 | 12    |
| 4     | 30 a 34 | 12    |
| 4     | 25 a 29 | 4     |
| 16    | 20 a 24 | 8     |
| 12    | 15 a 19 | 20    |
| 24    | 10 a 14 | 16    |
| 12    | 5 a 9   | 12    |
| 8     | 0 a 4   | 4     |

## Economia
El 2007 la població en edat de treballar era de 252 persones, 184 eren actives i 68 eren inactives. De les 184 persones actives 168 estaven ocupades (90 homes i 78 dones) i 16 estaven aturades (7 homes i 9 dones). De les 68 persones inactives 29 estaven jubilades, 26 estaven estudiant i 13 estaven classificades com a «altres inactius».

### Ingressos
El 2009 a Chambornay-lès-Pin hi havia 142 unitats fiscals que integraven 363 persones, la mediana anual d'ingressos fiscals per persona era de 19.157 €.

### Activitats econòmiques
Dels 8 establiments que hi havia el 2007, 1 era d'una empresa de fabricació d'altres productes industrials, 2 d'empreses de construcció, 1 d'una empresa de comerç i reparació d'automòbils, 1 d'una empresa de transport, 2 d'empreses de serveis i 1 d'una entitat de l'administració pública.
Dels 3 establiments de servei als particulars que hi havia el 2009, 1 era un guixaire pintor, 1 fusteria i 1 empresa de construcció.
L'any 2000 a Chambornay-lès-Pin hi havia 10 explotacions agrícoles que ocupaven un total de 420 hectàrees.

## Equipaments sanitaris i escolars
El 2009 hi havia una escola elemental integrada dins d'un grup escolar amb les comunes properes formant una escola dispersa.

## Poblacions més properes
El següent diagrama mostra les poblacions més properes.